# Scarabaeus damarensis
Scarabaeus damarensis là một loài bọ cánh cứng trong họ Bọ hung (Scarabaeidae).